# Северноатлантски споразум
Северноатлантски споразум је споразум којим је основан НАТО. Потписан је у Вашингтону 4. априла 1949. Првобитних дванаест држава које су га ратификовале постале су и чланице оснивачи НАТО:
| - Белгија - Канада - Данска - Француска - Исланд - Италија | - Луксембург - Холандија - Норвешка - Португалија - Уједињено Краљевство - САД |

Касније су се придружиле и следеће државе:
| - Бугарска (2004) - Чешка (1999) - Естонија (2004) - Немачка (1955) - Грчка (1952) - Мађарска (1999) - Литванија (2004) - Албанија (2009) | - Летонија (2004) - Пољска (1999) - Румунија (2004) - Словенија (2004) - Словачка (2004) - Шпанија (1982) - Турска (1952) - Хрватска (2009) - Црна Гора (2017) |

Када се Немачка ујединила 1990. године, поново је ратификовала споразум као јединствени члан НАТО.
Главни део споразума је Члан 5 (Article V) која обавезује све земље чланице да сматрају оружани напад против неке држава као напад на све државе. Овај део споразума је први пут искоришћен 2001. год. као одговор на нападе 11. септембра на Светски трговински центар и Пентагон у операцији Асистенција Орла.